# Шумер
Шумер е исторически регион в южна Месопотамия (южната част на днешен Ирак), който обхваща огромна равнинна област, основно територията между реките Тигър и Ефрат, граничещ на югоизток с Персийския залив. Oт края на четвъртото хилядолетие преди новата ера и по време на третото хилядолетие преди новата ера тук се заражда и развива много важна цивилизация със същото име. Тя има няколко основни фази. Напълно забравена след началото на нашата ера, шумерската цивилизация е преоткрита през втората половина на 19 век, благодарение на разкопките на археологически обекти, които продължават до 1990-те и са прекъснати заради войните. Открити са десетки хиляди плочки с клиновидно писмо, най-старите известни писмени документи заедно с тези от древен Египет, което прави Шумер една от най-древните цивилизации на земята.
Шумерският език не принадлежи към никоя от известните групи езици. Той е език с все още неопределен произход и съществува съвместно с други езици, предимно акадски език и семитски език и който се говори в северната част на Долна Месопотамия (страната на „Акад“). Последните обобщителни анализи за Шумер са склонни да приемат, че тези периоди обхващат цялата история на Долна Месопотамия през този период, без да се спират в шумерската страна, стриктно погледнато. Все още няма единно мнение за произхода на шумерите. Не е изключена възможността шумерската цивилизация да е възникнала в процеса на развитие на предшестващата я местна неолитна култура Обейд (или Убейд). В епоса на шумерите (Епос за Гилгамеш) се споменава за страна, която те считат за прародина на цялото човечество – остров Дилмун (днешен Бахрейн).
Шумерите имат голямо влияние върху древните цивилизации, особено тези от Месопотамия. Те са основоположници на изграждането на цивилизацията на Месопотамия и допринасят за появата на първите държави с техните сложни институции и администрации и развитието на първите градски общества, развитието на различни техники в областта на селското стопанство, строителството, металургията и търговията. Някои считат шумерите за изобретателите на писмеността, колелото, множество селскостопански сечива, грънчарството, пивоварството и други.

## Откриване на шумерската цивилизация

### Идентификация в клинописни източници
Ако споменът за асирийците и вавилонците е запазен благодарение на библейските и древногръцките текстове, шумерите отдавна са заличени от историята, когато през първата половина на 19 век започват първите разкопки на места в древна Месопотамия. Те са свързани с археологически обекти от първото хилядолетие, и освен това разположени в Асирия, следователно извън древната страна Шумер. Едва няколко десетилетия по-късно археолозите насочват усилията си към местата на юг, за да търсят там наченките на месопотамската цивилизация. Желанието за откриване на местата, където се заражда тази цивилизация завладява редица изследователи през този период и дешифрирането на асирийските глинени плочки подтиква някои да изложат хипотези за съществуването на хора и цивилизация, по-стари от познатите дотогава. Клинописните текстове наистина включват, заедно с акадските фонетични знаци, език, не принадлежащ към семитската група. Вследствие на това е доста лесно за тези учени да разберат, че така наречените „идеографски“ знаци разкриват фонетична транскрипция на език, за който все още не се знае нищо.
Първият, който изказва мнение че това е разговорен език е Жул Опер. Поддръжниците на теорията, че това наистина е разговорен език най-накрая печелят около 1900 г. Голям брой текстове, написани само в Шумер, стават достъпни за изследователите. На Франсоа Тюро-Данжен се пада честта да публикува първите преводи (1905 г.), като по този начин бележи решаващ етап в разбирането на шумерския език. След това той напредва благодарение на написването на първите граматики, които описват този език, от Фридрих Делицч през 1914 г., след това от Арно Побел през 1923 година.

### Археологически разкопки и разкрития
Проучването на археологически обекти от времето на шумерската епоха започва с първите разкопки по разказите на Тело през 1877 г. от екип, събран от Ернест дьо Сарзек, тогава френски консул на Басра. Множеството административни плочки и възпоменателните текстове, които той разкрива при много трудни условия на работа, предоставят богата документация на пионерите при дешифрирането на шумерските надписи. Американските разкопки на древния град Нипур, започнати през 1889 г., донасят допълнителна документация и информация на шумерски език, по-специално многобройните училищни плочки, позволяващи доближаване до културата на Шумер. Впоследствие строителни обекти се отварят и на други шумерски обекти: Бисмая (древен Адаб), Фара (Шурупак), след това по-големи обекти, като Варка (Урук), откъдето немски екипи започват да разкопават през 1912 г., след това по-редовно след 1928 г., и Ур, където английските екипи на Леонард Уули действат от 1922 г., докато за кратко разкопават съседния сайт Ел-Обеид. Работата на дьо Сарзек в Тело е продължена с много прекъсвания от други екипи до 1933 г. Знанията за Шумер бързо напредват. Урукските работни места позволяват да се върнем към произхода на южните месопотамски държави и тяхната писменост. Тези на Ур са белязани от най-зрелищните археологически открития, извършени на шумерски обекти, тези на царските гробници. През 30-те години на 20 век екипи от Ориенталския институт в Чикаго претърсват обекти в региона Дияла, където идентифицират сайтове, свързани с шумерската цивилизация, въпреки че са разположени извън Шумер, Хафадже и Тел Асмар (Ешнуна). Невъзможно е да се пренебрегне един от най-тъжните аспекти на разкопките от този период поради разрушението, причинено на сградите: повторните тайни разкопки на места, където екипите на археолози отсъстват между два периода на редовни проучвания.
След 1945 г. са проучени нови обекти: Абу Шахрейн (Ериду), където е ексхумиран най-старият известен паметник в южна Месопотамия, Тел Укейр, Абу Салабих, Тел Сенкерех (Ларса) и Тел ел-Оуели, където френски екип, ръководен от Жан-Луи Уо открива най-старото известно шумерско село. Наземните проучвания, проведени от Робърт Маккормик Адамс, подкрепени от други изследователи, позволяват да се разбере по-добре историята на заселването на Южна Месопотамия. Политическите сътресения, които Ирак преживява от началото на 1990-те години – войната в Персийския залив през 1990 г. и американската инвазия през 2003 г., слагат край на продължителното проучване на шумерските обекти и тайните разкопки, които може да са извършени там, влошават състопянието на много обекти и паметници. Тъй като те престават по времето, когато археологическите проучвания започват да се разширяват от техническа и методологична гледна точка с появата на нови области на изследване (археозоология, палинология и др.), тези разкопки рядко засягат ежедневието на обикновените хора. Следователно те до голяма степен документират живота на монументални квартали, някои жилищни райони и почти липсват селски обекти. Единственото открито археологическо проучване е това, основано на сателитни изображения.

### Изучаване на епиграфските източници
Разкритите десетки хиляди клинописни текстове, някои от които все още не са публикувани или анализирани, са от много различни видове: по-голямата част са административни, издадени от управлението на шумерските институционални домейни, други са от правен тип (актове за продажба, заем, доклади от съдебни процеси, сборници от закони и др.), възпоменателни (царски надписи, историографски текстове), религиозни (ритуали за гадаене, екзорсизъм, религиозни химни и др.), епични и митологични или дори сапиментални (поговорки, басни, съвети за мъдрост и др.)
Проучването довежда до появата на специализирана област за изследване на шумерската цивилизация, изучаваща различни области: политическа и военна история, икономика, социални структури, литература, религиозни вярвания и практики и др. Първите дни на изследване са белязани от превод на митологични текстове, по-специално с оглед намиране на паралели, дори предшественици на библията, или, в икономическата и социалната област, въпроса за „градът-храм“ (грубо тълкуване на първите шумерски общества като теокрации, доминирани от храмовете), след това марксистките подходи към „хидравличната държава“ (Месопотамската държава би възникнала от необходимостта да се създаде деспотична система, координираща напояването) и „азиатският начин на производство“.
Въпреки че въпросът за произхода на шумерите остава неизяснен, анализ на шумерската литература, като се вземе предвид сложността на икономическите и социалните ситуации на различните шумерски държави и отхвърляне на глобализиращите теории, релативизиране на водещата роля на шумерската цивилизация в Близкия изток с откриването на царството Ебла в Сирия, което доказва, че има архаични държави, съвременни на тези на Шумер в съседните региони. Проучването на началото на писмеността остава важно след първите публикации на архаичните текстове на Урук от Адам Фолкенщайн през 30-те години на миналип век.
В интернет се появяват няколко проекта за съвместна работа, за да се позволи на колкото се може повече специалисти да имат достъп до шумерски текстове: електронният текстов корпус на шумерската литература от Оксфордския университет, предлагащ текстови преписи и преводи на шумерска литература и в допълнение към него Диахроничният корпус на шумерската литература предлага диахронна класификация на същите текстове. Базата данни с нео-шумерски текстове на Центъра за хуманитарни и социални науки в Мадрид, предоставя текстове от времето на Ур III. Сайтът на Калифорнийския университет, Лос Анджелис осигурява достъп до копия на текстове, ексхумирани в сайтове в древна Месопотамия. И накрая, шумерският речник на Пенсилвания е проект за шумерско-английски речник.
- Ранна писменост, 3100 – 3000 пр.н.е.; височина: 9.4 cm; ширина: 6.87 cm; Ирак; Британски музей (Лондон)
- Плочка с административна сметка; 3100 – 2900 пр.н.е; глина; 6.8 × 4.5 × 1.6 cm; Музей на изкуството „Метрополитън“ (Ню Йорк)
- Продажба на къща, Шурупак; около 2600 г.пр.н.е; височина: 8.5 cm, ширина: 8.5 cm, дълбочина: 2 cm; Лувър (Париж)
- Стела на лешоядите; около 2450 пр.н.е; варовик; намерена 1881 в Ирак; Лувър (Париж)

## История

### Произход и първи селища
Най-старите следи от заселване в Долна Месопотамия датират от втората половина на VII хилядолетие пр.н.е. Това представя първите развития на културата от периода на Обейд, обикновено разделена на пет фази, простиращи се приблизително през VI хилядолетие пр.н.е. и V хилядолетие пр.н.е. Най-важният обект от този период е Ериду, където са разкопани няколко последователни нива на монументална сграда. В този период се появяват ръководители, доминиращи селскостопанските общности и практикуващи търговия на дълги разстояния, въпреки че все още сравнително ограничени.
През периода на Урук (IV хилядолетие пр.н.е.), особено на последната му фаза (около 3400 – 3100 г. пр.н.е.), еволюцията на обществото довежда до появата на първите държави и на първите градове. Разкритите в Урук паметници илюстрират богатството и творчеството на Долна Месопотамия от този период, които оказват важно влияние върху съседните региони и може би първа форма на империализъм („Урукска експанзия“). Писмеността се появява през последните векове на периода Урук.
Невъзможно е да се установи със сигурност каква роля са играли шумерите в тези общества. Археологическата документация не позволява тези фази да се причислят към етническа група и няма консенсус дали първите писмени текстове съдържат следи от шумерски. Следователно произходът на шумерите е обект на два противоположни подхода.
Първата хипотеза е че шумерите са дошли от регион, съседен на Долна Месопотамия; следователно те са външен елемент и не са задължително участвали в първите периоди на развитие на обществата на делтата. След това са добавени няколко дати за пристигането на шумерите в региона. Те биха могли да присъстват още в периода на Убейд, сред другите групи от населението, или биха могли да пристигнат едва в началото на третото хилядолетие пр.н.е., когато текстовете съдържат недвусмислено шумерски граматически елементи. Противоположната хипотеза поставя етногенезиса на шумерите в Долна Месопотамия в началото на Обейдския период. Различните разнородни общности на делтата постепенно се сливат и формират на етническата група на шумерите.
При всяко положение, общоприето е, че шумерите вече са присъствали в Долна Месопотамия през периода на Урук. Тогава те са движеща сила или участват в създаването на първите държави, първите градове, първата форма на писменост и колонизационните предприятия в съседните страни през този период. Но по всяка вероятност трябва да се признае, че Долна Месопотамия вече е полиглотна и следователно многоетническо общество, в което шумерските, семитските и други елементи живеят в хармония. Това произтича по-специално от присъствието в старите текстове на термини, очевидно идващи от непознати езици, по-специално в топонимията.

### Древни династии: градове-държави
Първите шумерски селища възникват преди около 4 хил.г. пр.н.е. Постепенно по-големите от тях прерастват в независими градове-държави, воюващи по между си. Всеки град има свой управник – цар или жрец и свое божество. Най-големите такива градове-държави са Ериду, Нипур, Киш, Лагаш, Урук, Ур и Ума.
Шумерските градове представляват оживени търговски и занаятчийски центрове. Освен търговията, която развиват помежду си, те търгуват и с Древен Египет и Индия. Поради своето богатство те често стават обект на нападения от страна на персийските и арабските племена.

### Акадската империя
През 23 век пр.н.е. голяма част от Шумер е завладяна от акадския цар Саргон Велики (Шарумкен) – обединител на цяла Месопотамия и създател на първата империя в света.
В средата на II хил. пр.н.е. Шумер е погълнат от разширяващата се Вавилонска империя. С движението и преселението на различни племена в тези територии, с времето шумерският език престава да бъде разговорен, но се съхранява през следващите столетия като литературен и културен език.

## Шумерското общество

### Архитектура
В равнината на Тигър и Ефрат липсват минерали и дървета, затова първите строителни материали са глина, пясък, слама и тръстика. Шумерските структури са направени от кал, без хоросан или цимент. Сградите от неизпечени глинени тухли (кирпич) в крайна сметка се лесно се развалят, поради което периодично се разрушават, изравняват и възстановяват на същото място. Това непрекъснато възстановяване постепенно повишава нивото на градовете, които така се издигат над заобикалящата равнина.
Градоустройтвото им не е особено сложно – в централната градска част е разположен дворецът, който е и религиозен храм, наречен зикурат (свещена гора), най-впечатляващите и известни шумерски сгради. Там са разположени и другите обществени сгради. Зикуратът представлява религиозен храм с квадратна форма, а по вид напомня стъпаловидна пирамида. Стените на храма се боядисват в бяло, червено и черно. Нерядко са украсени с цветна мозайка от глинени конусовидни елементи. Изграден от непечени глинени тухли, на върха му се намира храмът на бога – покровител на града, който се ползва от жреците и като астрономическа обсерватория, тъй като шумерите наред с природните сили почитат като богове и небесните тела.
Около храма и другите големи обществени сгради са разположени пазарите, занаятчийските работилници и жилищните постройки. Обработваемите земи се намират извън града (т.нар. „землище“).
С течение на времето храмовете и дворците се отделят в отделни сгради, което говори за отделяне на религиозната власт от царя и преминаването ѝ в жреческото съсловие.

### Писменост и образование
Шумерската писменост възниква през 4-тото хил. пр.н.е. и е най-ранната известна форма на писменост след датираната към 5600 – 5300 г. пр. Хр. Дунавска протописменост. Шумерският клинопис е система на писане, при която всеки знак се издълбава с тъпа тръстикова пръчица върху глинена плочка или друга глинена повърхност. Първоначално писмеността е пиктографска (картинна, каквато е в Древен Египет), а впоследствие е опростена в клинописна. Писмото е наречено клинописно, защото знаците му представляват чертички, всяка от които с формата на клин. Клинописът се разпространява по цялото Междуречие (Месопотамия) и става основната форма на писменост на древните народи от Близкия изток.
В резултат на появата на клинописната писменост възникват и първите училища. В средата на 3-тото хил. пр.н.е. на територията на Шумер е развита мрежа от училища за обучение по четене и писане. Първоначално целите на обучението са свързани с необходимостта от писари за стопански и административни цели, а по-късно училищата се превръщат в литературни центрове, в които се преписват и създават нови литературни произведения.
В шумерските училища се обучават само момчета, произхождащи от заможни семейства. Начело на училището стои „уммия“ (знаещ човек, учител), който се нарича и „баща на училището“. Учениците се наричат „синове на училището“. Сред преподавателите има учител по рисуване, по шумерски език, наставник, следящ за дисциплината. Курсът на обучение се провежда по две основни програми – едната се фокусира върху науката и техниката, а другата – върху литературата и развива творческите способности.